# Тускетс-и-Маньон, Рамон
Рамон Тускетс-и-Маньон (кат. Ramon Tusquets i Maignon, род. 1838 г. Барселона — ум. 1904 г. Рим) — каталонский художник, представитель романтизма и раннего импрессионизма в живописи.
Рамон Тускетс-и-Маньон родился в Барселоне в 1838 году. Был сыном богатого торговца. Получил художественное образование в Барселоне, Мадриде и в Риме. Находился под творческим влиянием Мариано Фортуни, был учеником Рамона Марти-и-Альсина. Произведения Рамона Тускетс-и-Маньона выставлялись в галереях Мадрида, Неаполя, Турина, Парижа, Вены и других культурных центров Европы. В 1870 году он создаёт союз художников Барселоны вместе с такими мастерами, как Модест Урхель, Луис Гранер, Жозеп Мария Тамбурини, Антони Каба и Жоаким Вайеда. Многие полотна Рамона Тускетс-и-Маньона посвящены истории Каталонии, а также истории Испании и Италии (в последней он провёл длительное время). Участвовал в международных выставках. В 1877 году выставлялся в Неаполе. В 1876 году принял участие во Всемирной выставке в Вене и в 1878 году в Париже.

## Галерея

Некоторые работы
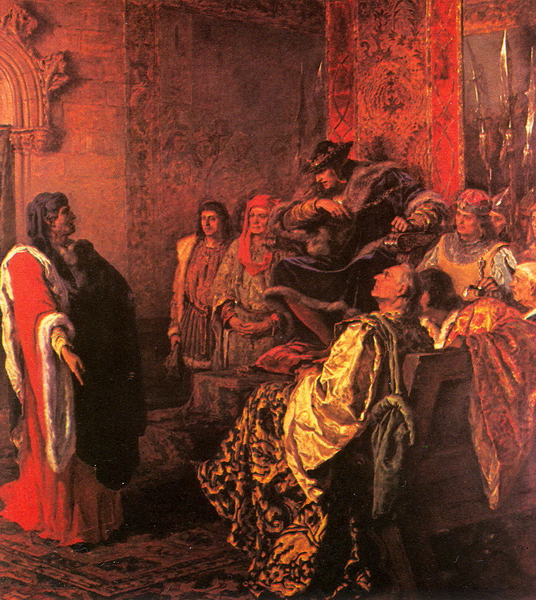
Жуан Фивелье и Ферран Английский в 1416 году.
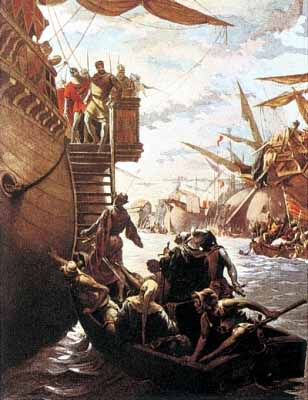
Морская битва в Неаполитанском заливе 5 июня 1284 года.
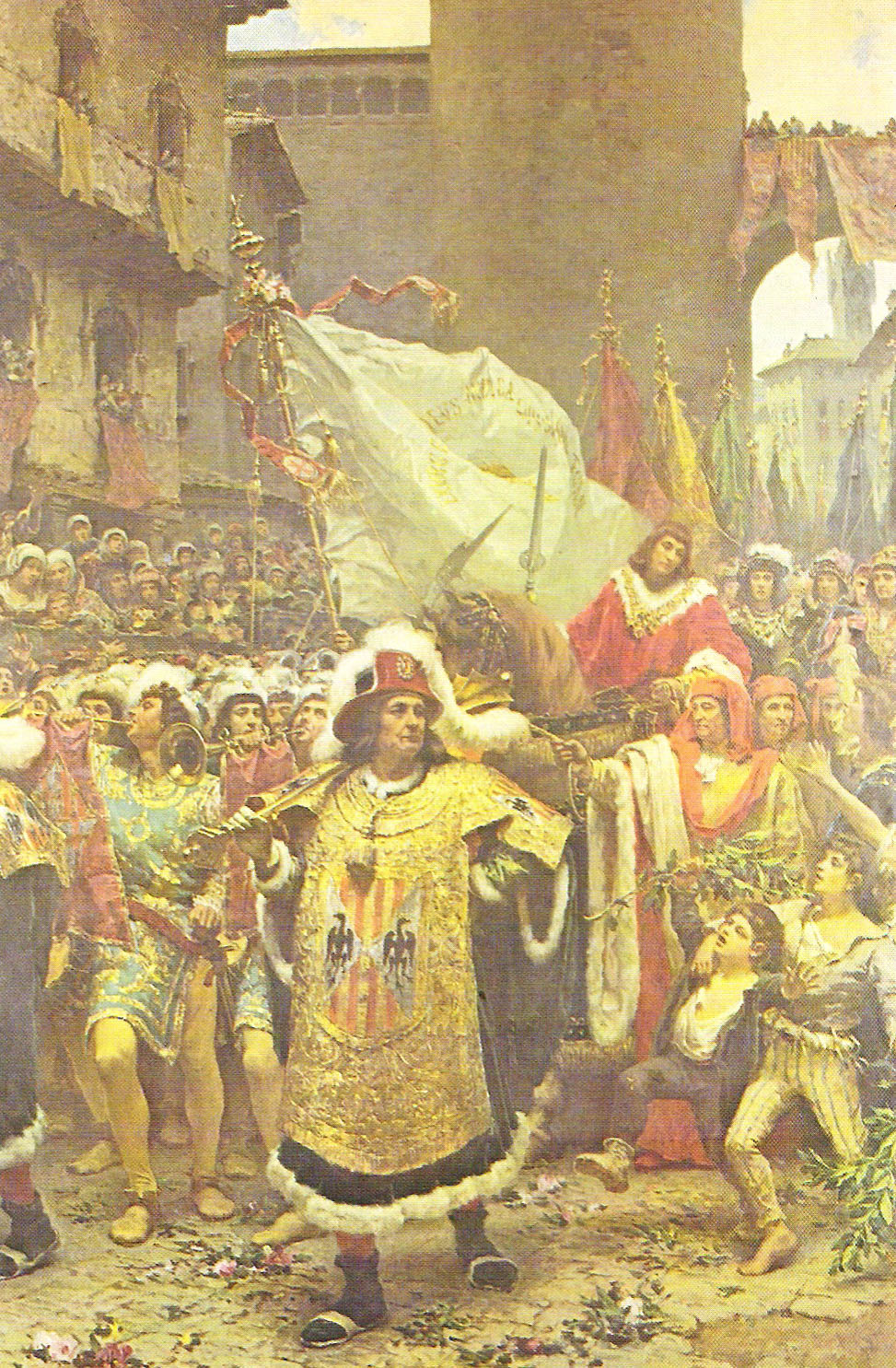
Вступление принца Виана в Барселону в 1461 году.
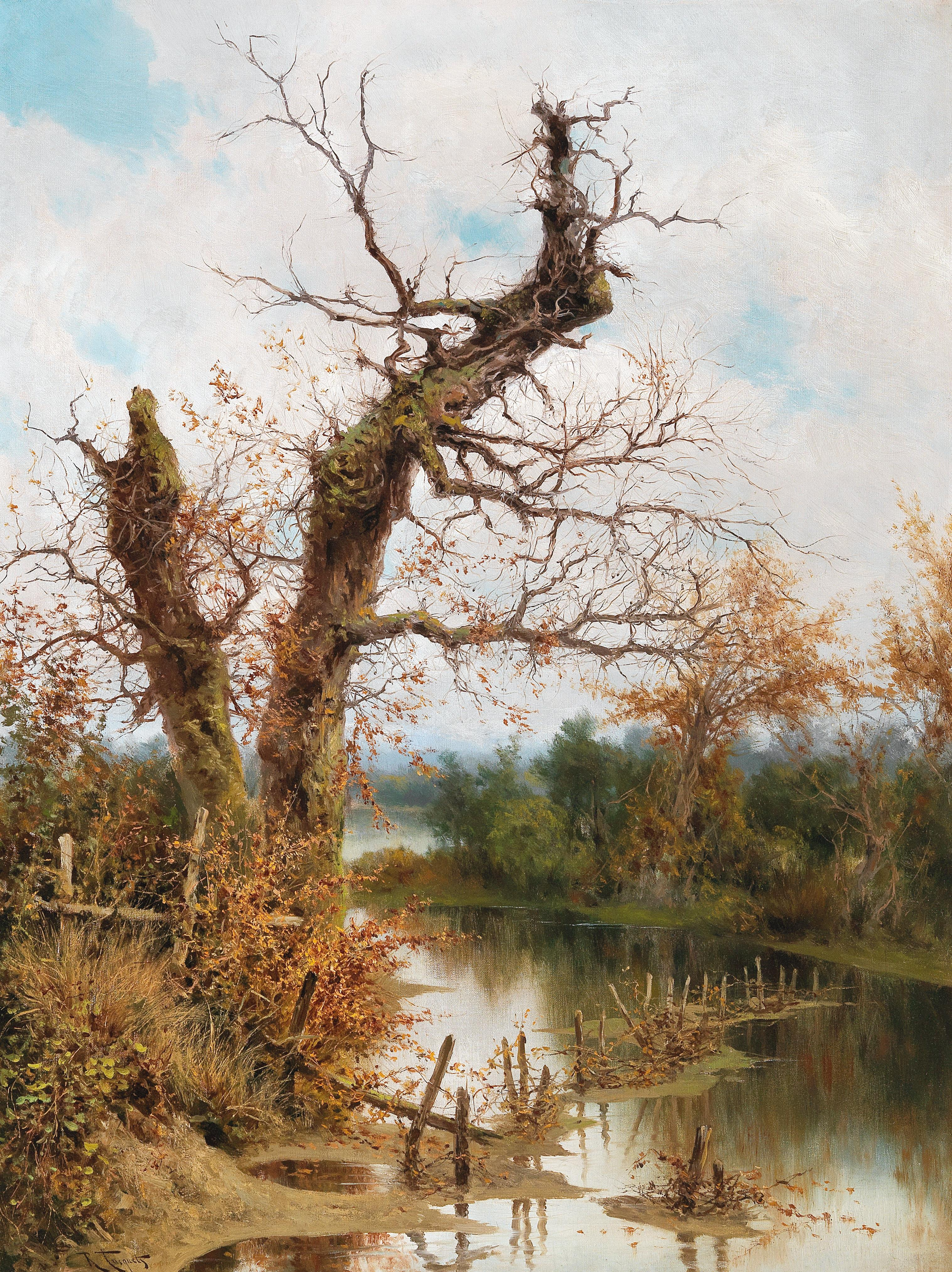
Старое дерево у ручья.
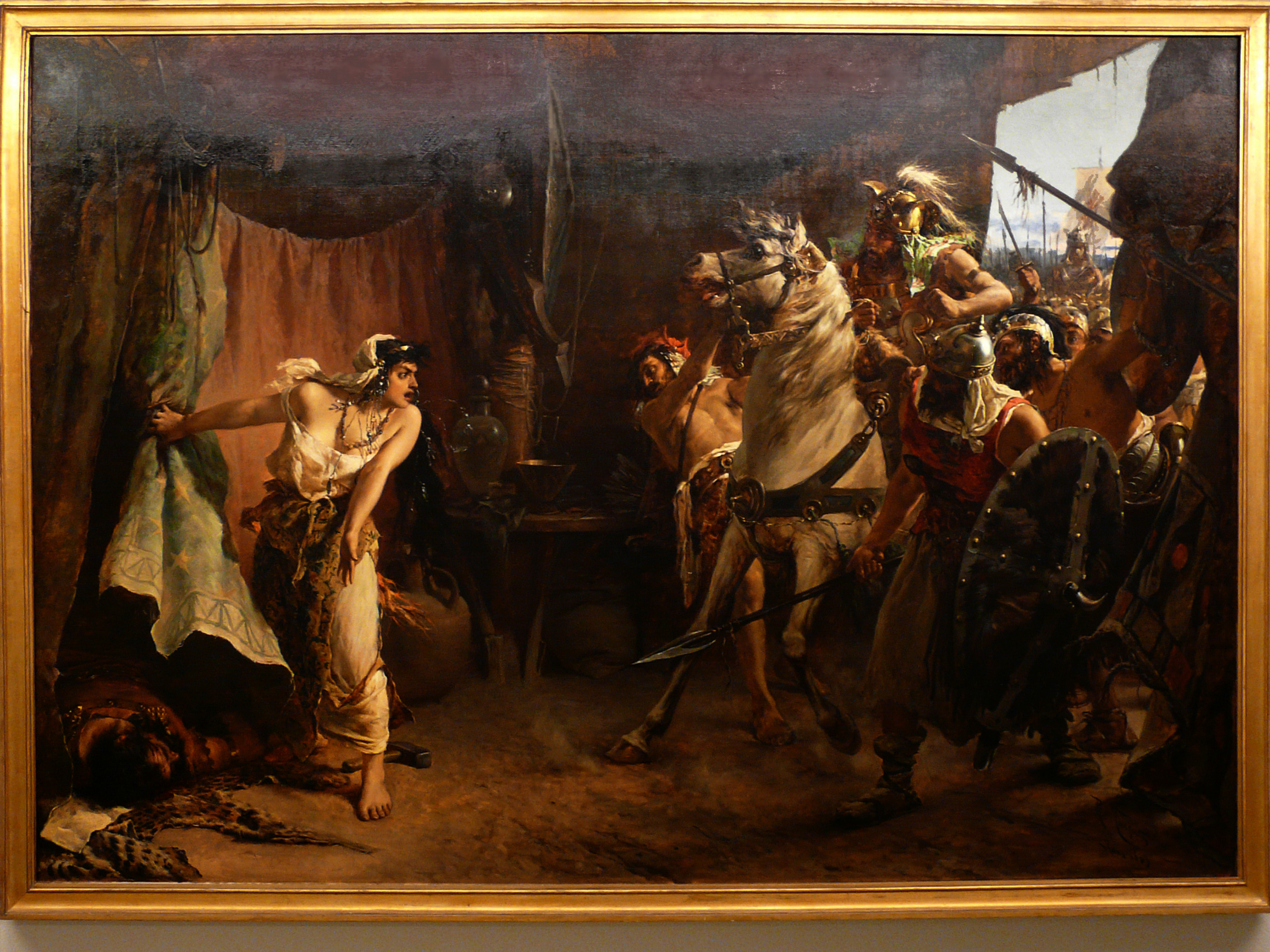
Смерть Сисары.
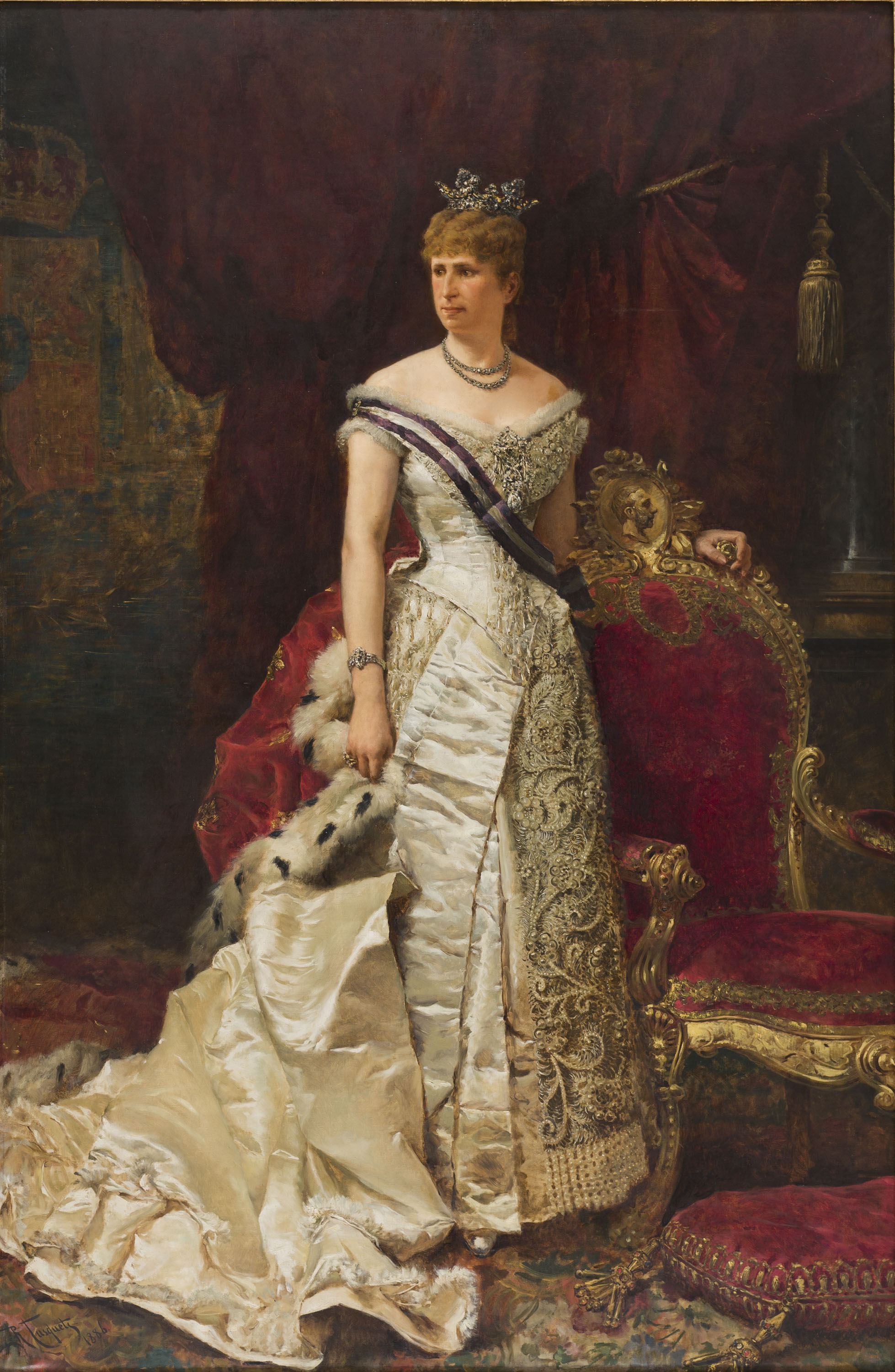
Портрет королевы Марии-Кристины Испанской.